# Île de Licosa
L'île de Licosa (en italien : isola di Licosa) est une île italienne en mer Méditerranée, appartenant administrativement à Castellabate.

## Description
Elle s'étend sur 160 m de longueur pour une largeur de 40 m. 

## Histoire
Elle représente le site naturel le plus caractéristique de la région, avec ses fossés dangereux et ses toiles de fond claires, témoignant de nombreux naufrages. Dans ses eaux sont visibles les ruines de la ville gréco-romaine du même nom, en particulier celles d'une villa romaine et d'une ferme datant du Ier siècle av. J.-C. au Ier siècle. Sur l'île, où le phare et les ruines de la maison du gardien du phare ont été retrouvés, plusieurs découvertes de la période grecque-romaine ont été faites comme une assiette avec une épigraphe dédiée à Cérès, une mosaïque romaine et de nombreuses poteries grecques Ve siècle av. J.-C., conservées au musée archéologique national de Paestum. La zone est imprégnée du mythe des sirènes. Le nom Licosa viendrait ainsi de la sirène Leucosie qui, selon des auteurs comme Lycophron, Strabon et Pline l'ancien, vivait ici et y fut enterrée après s'être jetée dans la mer. Homère dans l'Odyssée se réfère à l'île des sirènes par une chanson dont se moquent Ulysse et son équipage. Aristote parle de la présence sur l'île d'un temple dédié à Leucotea (it). D'autres auteurs, tels que Denys d'Halicarnasse et Festus Grammaticus, affirment que le nom de Licosa est dû à un cousin ou une nièce d'Énée enterré sur l'île (« Leucosia insula dicta est a consobrina Aeneae ibi sepulta »).